# Sound! Euphonium
Sound! Euphonium (響け! ユーフォニアム Hibike! Yuufoniamu) er en japansk romanserie af Ayano Takeda, der er blevet udgivet af Takarajimasha siden 5. december 2013. Historien foregår i Uji i udkanten af Kyoto og kredser om Kitauji Gymnasiums harmoniorkesterklub, der bliver stadig bedre takket være en ny rådgivers strikse instruktioner. En mangaserie tegnet af Hami blev offentliggjort på hjemmesiden Kono Manga ga Sugoi! Web fra 28. november 2014 til 30. oktober 2015. En animeserie i 13 afsnit produceret af Kyoto Animation blev sendt i japansk tv fra 8. april til 1. juli 2015. En animefilm med titlen Liz and the Blue Bird havde premiere i biograferne i april 2016, mens en anden sæson af animeserien på ligeledes 13 afsnit blev sendt fra 6. oktober til 28. december 2016. Endnu en film, Sound! Euphonium The Movie - Our Promise: A Brand New Day, havde premiere i april 2019. Der er desuden et til animeprojekt.

## Plot
Kitauji Gymnasiums harmoniorkesterklub deltog engang i nationale turneringer, hvor man hørte til de bedste, men efter at klubbens rådgiver blev skiftet ud, har de ikke engang været i stand til at deltage i kvalifikationsturneringen. Men takket være den nye rådgivers strikse instruktioner bliver eleverne stadigt bedre og opbygger styrke. Mens de kæmper om, hvem der skal spille solo, prioriterer nogle elever studier og dropper klubaktiviteterne. Til sidst oprinder den længe ventede turneringsdag.

## Figurer

### Hovedpersoner
- Kumiko Oumae (黄前 久美子 Oumae Kumiko) - Hovedpersonen der er en førsteårselev, og som spiller euphonium. Hun bliver nemt påvirket af andres meninger og har svært ved at beslutte sig. Hun bryder sig ikke om, hvordan hun er, fordi hun ikke kan give udtryk for sine ønsker overfor andre. Hun bor i nærheden af Byoudou-templet og er barndomsven med Shuuichi, som hun kommer tilstrækkelig godt ud af det med til at tale uformelt sammen. Hun kan lide at læse romaner med ekstreme emner, der står i modsætning til henes egen personlighed. Hun er en indendørs type, der ikke kommer godt ud af det med sportslige personer, undtagen Hazuki.

- Reina Kousaka (高坂 麗奈 Kousaka Reina) - En flot pige med lang sort hår der spiller trompet. Hun var medlem af harmoniorkesterklubben på samme mellemskole som Kumiko. Hun er højt anset af andre som en god elev. Hun er en dedikeret trompeterer, der kommer i musikrummet, selv når der ikke er aktiviteter. Selv om hun er høflig, er hun ikke så velset, fordi hun som regel ser sur ud. Hun elsker at spille på sin trompet, som hun fik af sine forældre, da hun gik i mellemskole.

- Asuka Tanaka (田中 あすか Tanaka Asuka) - En tredjeårselev der er næstformand for harmoniorkesterklubben. Hun spiller euphonium og er leder af bassektionen. Når orkestret marcherer som et tamburkops leder hun dem som en tamburmajor. Hun er en smuk pige med briller og en legesyg personlighed. Det viser sig dog efterhånden, at det mest er en facade for at skjule hendes sande følelser for hendes klassekammerater.

- Noboru Taki (滝 昇 Taki Noboru) - Den nye musiklærer på gymnasiet og harmoniorkesterklubbens rådgiver. Han er høflig, metodisk og populær hos de kvindelige elever. Han lægger vægt på sine elevers uafhængighed og skubber dem frem for at nå målet om at komme til den nationale turnering.

### Førsteårselever
- Hazuki Katou (加藤 葉月 Katou Hazuki) - En venlig pige der taler på en uskyldig måde. Hun er Kumikos klassekammerat og er solbrændt, fordi hun var i tennisklubben i mellemskolen. Hun er begynder, når det gælder musik. Hun beundrede trompeten og blev medlem af harmoniorkesterklubben, hvor hun imidlertid endte med at spille tuba, som hun kalder for "Tubacabura" (et portmanteau af tuba og chupacabra). Hun er kvik, munter og typen der foretrækker at stå udenfor i stedet for at støtte andre.

- Sapphire Kawashima (川島 緑輝 Kawashima Safaia) / Midori (緑) - En svagelig pige der ofte er genert på grund af hendes manglende selvtillid. Fordi hun synes, at hendes navn "Sapphire" (緑輝 Safaia, bogst. grøn glans) er pinligt, beder hun folk om at kalde hende Midori (japansk for grøn) i stedet. Hun er fra mellemskolen Seijo (聖女), der har en konkurrerende harmoniorkesterklub. Hun spiller kontrabas, som hun kalder for George, og el-bas.

- Shuuichi Tsukamoto (塚本 秀一 Tsukamoto Shuuichi) - en førsteårselev der er Kumikos barndomsven og gik på samme mellemskole som hende. De går også på samme gymnasium men i hver deres klasse, da de studerer forskellige ting. De havde et sammenstød, da Shuuichi kom med en spydig bemærkning om hende i tredje år i mellemskolen. Han plejede at spille valdhorn, men efter at have vundet i sten, saks, papir kom han til at spille basun. Han bemærker små konflikter i harmoniorkesterklubben, som han fortæller Kumiko om belært af en dårlig oplevelse i mellemskolen, hvor en andetårselev havde problemer med en tredjeårselev, der var dårlig til at spille og ikke øvede, hvilket fik antallet af andetårselever til at falde drastisk.

- Chikao Takigawa (瀧川 ちかお Takigawa Chikao) - Førsteårselev der er Shuuichis ven, og som spiller tenorsaxofon.

- Akiko Yoshizawa (吉沢 秋子 Yoshizawa Akiko) - En førsteårselev der spiller trompet.

- Lala Hitomi (瞳 ララ Hitomi Rara) - En førsteårselev der spiller valdhorn

- Hiyoko Ueda (植田 日和子 Ueda Hiyoko) - En førsteårselev der spiller klarinet.

- Kanade Hisaishi - En førsteårselev der spiller euphonium.

- Mirei Suzuki - En førsteårselev der spiller tuba.

- Satsuki Suzuki - En førsteårselev der spiller tuba.

- Motomu Tsukinaga - En førsteårselev der spiller kontrabas.

### Andetårselever
- Natsuki Nakagawa (中川 夏紀 Nakagawa Natsuki) - En andetårselev der spiller euphonium. Hun er doven og sover ofte, men hun arbejder hårdt, når der er noget, der motiverer hende.

- Yuuko Yoshikawa (吉川 優子 Yoshikawa Yuuko) - En andetårselev der spiller trompet, og som beundrer Kaori.

- Mizore Yoroizuka (鎧塚みぞれ Yoroizuka Mizore) - En stille andetårselev der spiller obo. Hun var ven med Nozomi i mellemskolen.

- Nozomi Kasaki (傘木希美 Kasaki Nozomi) - En andetårselev der spiller fløjte. Hun forlod orkestret i sit første år.

- Takuya Gotou (後藤 卓也 Gotou Takuya) - En andetårselev der spiller tuba og sousafon. Han er høj, rolig og fåmælt.

- Riko Nagase (長瀬 梨子 Nagase Riko) - En andetårselev der er Takuyas køreste, og som også spillet tuba og sousafon.

### Tredjeårselever
- Haruka Ogasawara (小笠原 晴香 Ogasawara Haruka) - En tredjeårselev der er formand for harmoniorkesterklubben. Hun soiller barytonsaxofon og er leder af saxofonsektionen. Hun har en viljestærk personlighed men lavt selvværd.

- Kaori Nakaseko (中世古 香織 Nakaseko Kaori) - En tredjeårselev der er en pige med sort bølgende hår. Hun har en venlig personlighed og er ret populær i harmoniorkesterklubben. Hun spiller trompet, er leder af trompetsektionen og er klubbens kasserer.

- Aoi Saitou (斎藤 葵 Saitou Aoi) - Kumikos barndomsven der er to år ældre end hende. Kumiko plejede at lege med hende, da hun boede i nabolaget, men efter at hun kom i mellemskolen, gled de fra hinanden. De mødes igen i harmoniorkesterklubben, men de taler ikke så meget sammen. Hun forlader senere klubben for at fokusere på sin adgangseksamen. Hun spiller tenorsaxofon.

- Hirone Torizuka (鳥塚 ヒロネ Torizuka Hirone) - Tredieårselev der er koncertmester og leder af klarinetsektionen.

- Kotoko Himegami (姫神 琴子 Himegami Kotoko) - Tredieårselev der er leder af tværfløjte- og piccolofløjtesektionen.

- Juri Sawada (沢田 樹里 Sawada Juri) - Tredieårslev der er leder af valdhornsektionen.

- Hideri Noguchi (野口 ヒデリ Noguchi Hideri) - Tredieårslev der er leder af basunsektionen.

- Narai Tanabe (田邊 名来 Tanabe Narai) - Tredieårselev der spiller lilletromme og er leder af percussionsektionen.

- Raina Kitamura (喜多村 来南 Kitamura Raina) - Tredieårselev der spiller obo og er leder af fagot- og obosektionen.

- Shouko Hagiwara (萩原 笙子 Hagiwara Shouko) - Tredieårselev der er klubfotograf og spiller klarinet.

- Yoriko Souga (雑賀 頼子 Souga Yoriko) - Tredieårselev der er klubbens nodebibliotekar og spiller piccolofløjte.

- Tsune Watanabe (渡辺 つね Watanabe Tsune) - Tredieårslev der koordinerer de ældre elever og spiller fløjte.

- Raimu Okamoto (岡本 来夢 Okamoto Raimu) - En tredieårselev der spiller altsaxofon.

- Hitoshi Usui (臼井 ひとし Usui Hitoshi) - En tredieårselev der spiller basklarinet.

### Andre
- Michie Matsumoto (松本 美知恵 Matsumoto Michie) - Kumikos klasselærer og vicerådgiver for harmoniorkesterklubben. Hun er kendt som en skræmmende lærer.

- Mamiko Oumae (黄前 麻美子 Oumae Mamiko) - Mamikos storesøster der går på universitetet, og som spiller basun.

- Akiko Oumae (黄前 明子 Oumae Akiko) - Kumiko og Mamikos mor.

- Akemi Tanaka (田中 明美 Tanaka Akemi) - Asukas mor der prøvede at få hende til at forlade harmoniorkesterklubben.

- Azusa Sasaki (佐々木 梓 Sasaki Azusa) - Kumikos ven der gik på samme mellemskole. Hun går nu på Rikka Gymnasium (立華高校 Rikka Koukou), der er kendt for sit showband. Hun spiller basun.

- Kohaku Kawashima (川島 琥珀 Kawashima Kohaku) - Sapphires lillesøster der optræder i afsnit 8 i animeserien. Kohaku betyder rav på japansk.

- Masahiro Hashimoto (橋本真博 Hashimoto Masahiro) - En specialist i percussion og mangeårig ven af Noboru Taki.

- Satomi Niiyama (新山聡美 Niiyama Satomi) - En specialist i træblæsere og mangeårig ven af Noboru Taki.

- Masakazu Shindou (進藤正和 Shindou Masakazu) - Asukas far der blev skilt fra hendes mor, da Asuka var to år gammel. Han er en fremtræden euphonium-spiller, der har skrevet en bog for begyndere. Da Asuka gik i første klasse, sendte han hende en euphonium og en nodebog til den.

## Romaner
Sound! Euphonium startede som en roman på 319 sider skrevet af Ayano Takeda og med omslag illustreret af Nikki Asada. Romanen blev udgivet af Takarajimasha 5. december 2013. Der er efterfølgende blevet udgivet to yderligere romaner 5. marts og 4. april 2015. Desuden blev der udgivet en novellesamling 25. maj 2015. 4. august og 6. september 2016 blev der udgivet en spin-off-roman i to bind. 6. oktober 2016 blev der udgivet en til spin-off-roman. En fortsættelse til romanerne i to dele blev i august og oktober 2017. Historien foregår i Kumikos andet år og Mizores tredje år i gymnasiet. I april og maj 2019 blev der udgivet to yderligere romaner, der fokuserer på Kumikos tredje og sidste år i gymnasiet.
I april 2018 blev det oplyst, at der var trykt over 1,4 mio. eksemplarer af romanerne i Japan. Yen Press har erhvervet rettighederne til romanserien i Nordamerika og udgav det første bind i juni 2017.
| Bind | Titel | Udgivet i Japan   | Japansk ISBN-nummer    |
| ---- | --- | ----------------- | ---------------------- |
| 1    | Sound! Euphonium: Welcome to the Kitauji High School Concert Band (響け! ユーフォニアム 北宇治高校吹奏楽部へようこそ Hibike! Yuufoniamu: Kitauji Koukou Suisougaku-bu e Youkoso)                                                 | 5. december 2013  | ISBN 978-4-8002-1747-9 |
|      | |                   |                        |
| 2    | Sound! Euphonium 2: The Hottest Summer of Kitauji High School's Wind Ensemble Club (響け! ユーフォニアム2 北宇治高校吹奏楽部のいちばん熱い夏 Hibike! Yuufoniamu 2: Kitauji Koukou Suisougaku-bu no Ichiban Atsui Natsu)          | 5. marts 2015     | ISBN 978-4-8002-3906-8 |
|      | |                   |                        |
| 3    | Sound! Euphonium 3: The Greatest Crisis of Kitauji High School's Wind Ensemble Club (響け! ユーフォニアム3 北宇治高校吹奏楽部、最大の危機 Hibike! Yuufoniamu 3: Kitauji Koukou Suisougaku-bu, Saidai no Kiki)                    | 4. april 2015     | ISBN 978-4-8002-3982-2 |
|      | |                   |                        |
| 4    | Sound! Euphonium: Secret Story of Kitauji High School's Wind Ensemble Club (響け! ユーフォニアム 北宇治高校吹奏楽部のヒミツの話 Hibike! Yuufoniamu: Kitauji Koukou Suisougaku-bu no Himitsu no Hanashi)                          | 25. maj 2015      | ISBN 978-4-8002-4119-1 |
|      | |                   |                        |
| –    | Sound! Euphonium Series: Welcome to the Rikka High School Marching Band (part 1) (響け! ユーフォニアムシリーズ 立華高校マーチングバンドへようこそ 前編 Hibike! Yuufoniam Shiriizu Rikka Koukou Maachingu Bando e Youkoso Zenpen) | 4. august 2016    | ISBN 978-4-8002-5872-4 |
|      | |                   |                        |
| –    | Sound! Euphonium Series: Welcome to the Rikka High School Marching Band (part 2) (響け! ユーフォニアムシリーズ 立華高校マーチングバンドへようこそ 後編 Hibike! Yuufoniam Shiriizu Rikka Koukou Maachingu Bando e Youkoso Kouhen) | 6. september 2016 | ISBN 978-4-8002-5874-8 |
|      | |                   |                        |
| –    | Sound! Euphonium Kitauji High School's Concert Band Diary (響け! ユーフォニアム 北宇治高校の吹奏楽部日誌 Hibike! Yuufoniam Kitauji Koukou no Suisougaku-bu Nisshi)                                                               | 6. oktober 2016   | ISBN 978-4-8002-6226-4 |
|      | |                   |                        |
| -    | Hibike! Yuufoniamu Kitauji Koukou Suisougaku-bu, Haran no Dainigakushou Zenpen (響け! ユーフォニアム 北宇治高校吹奏楽部、波乱の第二楽章 前編)                                                                                    | 26. august 2017   | ISBN 978-4-8002-7489-2 |
|      | |                   |                        |
| -    | Hibike! Yuufoniamu Kitauji Koukou Suisougaku-bu, Haran no Dainigakushou Kouhen (響け! ユーフォニアム 北宇治高校吹奏楽部、波乱の第二楽章 後編)                                                                                    | 5. oktober 2017   | ISBN 978-4-8002-7491-5 |
|      | |                   |                        |

## Manga
En mangaserie baseret på den første roman og tegnet af Hami blev offentliggjort på hjemmesiden Kono Manga ga Sugoi! Web fra 28. november 2014 til 30. oktober 2015. Den blev sideløbende samlet og udgivet i tre bind af Takarajimasha fra 3. april til 20. november 2015. Efterfølgende er den anden roman blevet omsat til manga med udgivelse af det første bind 8. september 2016. Andet bind blev udgivet 11. oktober 2016. Bagefter kom der en manga baseret på den tredje roman. Det første blev udgivet 20. juli 2017, og det andet 26. august 2017.

## Anime
En animeserie i 13 afsnit skrevet af Jukki Hanada, instrueret af Tatsuya Ishihara og produceret af Kyoto Animation, blev sendt i japansk tv fra 8. april til 1. juli 2016. Introsangen er "Dream Solister" af True, og slutsangen er "Tutti!" (トゥッティ!) af Tomoyo Kurosawa, Ayaka Asai, Moe Toyota og Chika Anzai. I afsnit 8 sluttes der dog med en trompet- og euphonium-duetudgave af "Ai o Mitsuketa Basho" (愛を見つけた場所 "The Place Where We Found Love"), og i afsnit 13 sluttes der med harmoniorkester-udgaven af "Dream Solister". Animeserien bliver udgivet af Ponycan USA i Nordamerika og af Anime Limited i Storbritannien. På den syvende dvd/blu-ray, der blev udgivet 16. december 2015, fulgte der et ekstra OVA-afsnit med, med titlen "Kakedasu Monaka" (かけだすモナカ "Dash, Monaka").
31. oktober 2015 annoncerede Kyoto Animation, at de ville producere en animefilm, der genfortæller begivenhederne fra animeserien, og at de også ville lave en anden sæson af animeserien. Animefilmen havde premiere 23. april 2016. Den anden sæson, der ligesom den første er på 13 afsnit, blev sendt fra 6. oktober til 28. december 2016. Introsangen er denne gang "Soundscape" (サウンドスケープ Saundosukeepu) af True, mens slutsangen er "Vivace!" (ヴィヴァーチェ! Vu~ivu~aache!) af Tomoyo Kurosawa, Ayaka Asai, Moe Toyota og Chika Anzai. I afsnit 9 sluttes der dog med en euphonium-solo med "Sound! Euphonium" (響け! ユーフォニアム Hibike! Yuufoniamu) og i afsnit 13 med en orkesterversion af den. Den anden sæson blev udgivet på dvd og blu-ray fra 21. december 2016 med et ekstra OVA-afsnit med titlen "Hanabi-taikai Kiss e Youkoso" (花火大会キッスへようこそ！ "Welcome to the Fireworks Festival Kiss") som tillæg til første udgivelse. En anden animefilm, der genfortæller begivenhederne fra anden sæson, vil få premiere 30. september 2017.
To nye film skulle have premiere i 2018. Den første film med instruktion af Naoko Yamada og manuskript af Reiko Yoshida og titlen Liz and the Blue Bird (リズと青い鳥 Liz to Aoi Tori) havde premiere 21. april 2018. Den fokuserer på Nozomi og Mizore. Den anden film, Gekijou-ban Hibike! Euphonium: Chikai no Finale (劇場版 響け！ユーフォニアム～誓いのフィナーレ～ Sound! Euphonium the Movie: Oath's Finale) skulle også have haft premiere i 2018 men blev udskudt til 19. april 2019. Filmen bliver instrueret af Tatsuya Ishihara og fokuserer på Kumiko i hendes andet år i gymnasiet.
I juni 2019 blev et nyt animeprojekt annonceret. Det vil fokusere på Kumiko i hendes tredje år i gymnasiet.
Harmoniorkestermusikken i begge sæsoner blev spillet af Freshman Wind Ensemble (フレッシュマン ウィンド アンサンブル Furesshuman Windo Ansanburu) fra Senzoku Gakuens musikskole. Akito Matsuda (松田彬人 Matsuda Akito) komponerede original musik.

### Stemmer
- Tomoyo Kurosawa - Kumiko Oumae
- Ayaka Asai - Hazuki Katou
- Moe Toyota - Sapphire Kawashima / Midori
- Chika Anzai - Reina Kousaka
- Minako Kotobuki - Asuka Tanaka
- Saori Hayami - Haruka Ogasawara
- Minori Chihara - Kaori Nakaseko
- Haruki Ishiya - Shuuichi Tsukamoto
- Kenjiro Tsuda - Takuya Gotou
- Miyuki Kobori - Riko Nagase
- Konomi Fujimura - Natsuki Nakagawa
- Yuri Yamaoka - Yuuko Yoshikawa
- Youko Hikasa - Aoi Saitou
- Takahiro Sakurai - Noboru Taki
- Aya Hisakawa - Michie Matsumoto
- Manami Numakura - Mamiko Oumae
- Haruhi Nanao - Akiko Oumae
- Kumiko Watanabe - Akemi Tanaka
- Azusa Tadokoro - Azusa Sasaki
- Haruka Chisuga - Kohaku Kawashima
- Yuichi Nakamura - Masahiro Hashimoto
- Houko Kuwashima - Satomi Niiyama
- Sora Amamiya - Kanade Hisaishi
- Ayaka Nanase - Mirei Suzuki
- Misaki Kuno - Satsuki Suzuki
- Shimba Tsuchiya - Motomu Tsukinaga

### Afsnit

#### Sæson 1
| # | Titel                                                                        | Sendt første gang |
| --- | ---------------------------------------------------------------------------- | ----------------- |
| |                                                                              |                   |
| 1 | "Welcome to High School" "Youkoso Hai Sukuuru" (ようこそハイスクール)        | 8. april 2015     |
| Euphoniumspilleren Kumiko Oumae skaber utilsigtet en kløft mellem sig selv og trompeteren Reina Kousakada, da de taber den sidste konkurrence for harmoniorkestre i mellemskolen. På sin første dag i gymnasiet bliver Kumiko venner med Hazuki Katou og Sapphire "Midori" Kawashima. Midori, der plejede at spille kontrabas, foreslår, at de tager et kig på gymnasiets harmoniorkesterklub. Her bliver de mødt af formanden Haruka Ogasawara og næstformanden Asuka Tanaka, og Kumiko bliver overrasket over at gense Reina, der vil være medlem af klubben. Mens Kumiko efterfølgende på vej hjem prøver at håndtere det overraskende møde med Reina, støder hun på barndomsvennen Shuuichi Tsukamoto, der fortæller at han også vil være medlem. Kumiko er stadig usikker, men med støtte fra Midori og Hazuki, der netop har købt et mundstykke, beslutter hun til sidst for at blive medlem næste dag. |                                                                              |                   |
| 2 | "Nice to Meet You Euphonium" "Yoroshiku Yuufoniamu" (よろしくユーフォニアム) | 15. april 2015    |
| Trods flere forsøg på at bryde isen er Kumiko ude af stand til at tale med Reina. Efter skole annoncerer Haruka, at det er tid til at anvise instrumenter til de nye klubmedlemmer. På grund af mangel på kontrabasspillere bliver Midori automatisk anvist kontrabassen, som hun har erfaring med fra en prestigefyldt skole. Reina bliver tilsvarende del af trompetsektionen efter en imponerende optræden for sektionslederen Kaori Nakaseko. Hazuki vælger tubaen, efter hendes mundstykke viser sig at passe perfekt til en. Kumiko vil gerne prøve et andet instrument i gymnasiet og undgår til at begynde med bassektionen. Men hun bliver udpeget af sektionslederen Asuka, efter Aoi Saitou, en gammel ven af Kumiko, afslører, at hun har spillet euphonium siden grundskolen. Næste dag møder klubben deres nye rådgiver Noboru Taki, der beder medlemmerne om at tage stilling til deres mål for året. Kumiko er usikker på, hvad hun vil, men klubben vælger med overvældende majoritet at arbejde hen mod at vinde i en kommende national turnering for harmoniorkestre. |                                                                              |                   |
| 3 | "The First Ensemble" "Hajimete ansanburu" (はじめてアンサンブル)             | 22. april 2015    |
| Klubben begynder at prøve sektionsvis, i takt med at medlemmerne vælger deres instrumenter og lærer det basale. Hazuki beslutter sig for at kalde sin nye tuba for "Tubacabura", efter at Midori kalder sin kontrabas for "George". Taki siger til klubben, at de skal sige til ham, når de er gode nok til at deltage i et ensemble. Mange sektioner tager dog ikke deres øvelser seriøst men fokuserer i stedet på en kommende festival, som harmoniorkestret traditionelt har optrådt ved. Midoris spørgsmål om manglen på andetårselever bliver mødt med pinlig tavshed fra de andre seniorer i sektionen. Klubbens første prøve som ensemble går dårligt. Taki advarer klubben om, at med mindre de forbedrer sig på en uge, skal de ikke engang tænke på at optræde ved festivalen, endsige deltage i turneringen. Da modviljen breder sig i klubben, bliver øvelserne aflyst, mens sektionslederne diskuterer, hvad der skal gøres. Reina, der er frustreret over udviklingen, råber af sine lungers fulde kraft efter at have spillet en trompetsolo udenfor skolen til Kumikos store overraskelse. |                                                                              |                   |
| 4 | "Singing Solfège" "Utau yo Sorufeeju" (うたうよソルフェージュ)               | 29. april 2015    |
| Trods fortsat skepsis overfor Taki beslutter klubben sig for at øve igen til deres næste sammenspil. Taki udsætter klubben for forskellige øvelser: løbe rundt om skolen og spille på deres instrumenter, vejrtrækningsøvelser og til sidst arbejde individuelt med hver sektion. Kumiko og Hazuki overhører hans strikse behandling af fløjtesektionen men bliver senere overraskende over hans venlige opførsel, mens de arbejder med ham i bassektionen. På vej hjem støder Kumiko igen på Shuuichi, der fortæller hende, at det er Takis første gang som rådgiver for en koncertklub. Reina, der overhører dem, forsvarer ubøjeligt Taki til Kumiko og Shuuichis store overraskelse. Næste dag undskylder Kumiko akavet overfor Reina, mens hun også takker hende for at have inspireret hende. Hun skynder sig hurtigt væk men er lettet over omsider at kunne tale med Reina. På dagen for sammenspillet lever orkestret op til Takis standarder, og han svarer med at give sit tilsagn til orkestret mål om at deltage i både festivallen og turneringen. |                                                                              |                   |
| 5 | "Festival Time" "Tadaima Fesutibaru" (ただいまフェスティバル)                | 6. maj 2015       |
| Klubben forbereder sig til den kommende optræden ved festivallen med uddeling af uniformer og øvelse i at marchere i takt. Natsuki Nakagawa, en andetårselev i bassektionen, fortæller Kumiko og Hazuki, at Haruka kun er formand, fordi Asuka trods sin mere udadvendte personlighed afslog posten. Klubben har nu tillid til Taki og går endda med til ekstra øvelser efter skole. Aoi går dog tidligt, idet hun fortæller Kumiko, at hun skal i terpeskole. På vej hjem møder Kumiko til sin overraskelse Reina. Kumiko prøver at småsnakke men kommer utilsigtet til at udtrykke sin tvivl om deres chancer ved turneringen, hvilket hun dog hurtigt tager tilbage. Hun er bange for at have stødt Reina men bliver overrasket over at se hende smile som svar. På dagen for festivallen støder Kumiko på en gammel ven fra mellemskolen, der afslører, at Reina faktisk afslog en invitation fra den prestigefyldte skole Rikka for i stedet at gå på Kitauji. Klubben kommer til at gå efter Rikka, men deres optræden bliver alligevel bemærket af tilskuerne. |                                                                              |                   |
| 6 | "Twinkle, Twinkle, Little Tuba" "Kirakira Chuuba" (きらきらチューバ)         | 13. maj 2015      |
| Taki afslører, at han har i sinde at afholde auditions til den kommende turnering til alles overraskelse. Der er bestyrtelse i klubben over udsigterne til at tredieårseleverne ikke får mulighed for at spille, hvilket får Kumiko til at mindes en dårlig oplevelse fra mellemskolen. Imens får klubben at vide, hvad de skal optræde med til auditions, og selv den normalt afslappede Natsuki begynder at øve. Asuka prøver at motivere Hazuki, der tvivler på at kunne klare sig som begynder. Efter at have prøvet at hjælpe hende på forskellige måder, går det op for Kumiko, at Hazuki aldrig har prøvet at spille tuba sammen med andre. Sammen med Midori spiller trioen "Twinkle, Twinkle, Little Star" til Hazukis store glæde. Da Hazuki bærer sin tuba hjem, falder hun men bliver heldigvis reddet af Shuuichi. Aoi ser Kumiko øve med sin euphonium og ønsker hende held til audition. |                                                                              |                   |
| 7 | "Crybaby Saxophone" "Naki Mushi Sakusofon" (なきむしサクソフォン)            | 20. maj 2015      |
| Øvelserne til den kommende audition fortsætter, men Aoi insisterer stadig på at gå tidligt for at komme i terpeskole til Harukas bekymring. Under et sammenspil bliver Aoi peget ud for sin optræden. Da Taki spørger hende, om hun vil være i stand til at spille stykket, chokerer Aoi klubben med at annoncerer sin pludselige beslutning om at forlade klubben, fordi den kolliderer med hendes studier. Kumiko prøver at løbe efter Aoi men bliver overhalet af Haruka. Aoi forklarer, at den virkelige årsag til at gå er, at efter hun ikke kunne overbevise de andre medlemmer om ikke at gå året før, vil hun ikke lade sig selv deltage i turneringen dette år. Haruka anklager sig selv for ikke at være i stand til at overbevise Aoi om at blive, tvivler på sine evner til at lede klubben og bliver hjemme fra skole næste dag. Asuka overtager ledelsen midlertidigt og afslører sin kølige adfærd og kompromisløse personlighed. Næste dag besøger Kaori Aoi for at prøve at muntre hende op og minder hende om, at det var hende alene, der havde modet til at lede klubben, selv da Asuka ikke kunne. Næste dag vender Haruka tilbage til klapsalver fra alle i klubben. Mens de spiser frokost, spørger Hazuki pludselig Kumiko, om hun går ud med Shuuichi, til Kumikos forbløffelse. |                                                                              |                   |
| 8 | "Festival Triangle" "Omatsuri Toraianguru" (おまつりトライアングル)          | 27. maj 2015      |
| Kumiko benægter at have et forhold til Shuuichi, til Hazukis og Midoris store lettelse. På vej hjem fra skolen spørger Shuuichi den chokerer Kumiko om at gå til Agata-festivallen med ham, hvilket kun ikke svarer på. Under øvelserne slår Kumikos forsøg på at ignorere Shuuichi fejl, da han misforstår hendes handlinger som en invitation til at snakke. Kumikos forsøg på at undgå hans invitation, får hende utilsigtet til at spørge Reina om gå med hende i stedet. Med Kumikos støtte spørger Hazuki Shuuichi om at gå med hende. Ved festivallen tilstår Hazuki sine følelser men får afslag. Imens inviterer Reina Kumiko til sammen med hende at besøge forskellige skrin med udsigt over byen og dermed helt undgå festivallen. Reina vil gerne tilbringe mere tid med Kumiko, idet hun finder Kumikos sande personlighed attraktiv, i modsætning til den pæne pige, hun præsenterer sig som. Reina afslører, at hun ikke har nogen interesse i at passe ind men hellere vil være noget specielt, hvilket er årsagen til, at hun spiller trompet. Dagen ender med, at de to spiller et stykke fra deres repertoire fra mellemskolen på toppen af bjerget. |                                                                              |                   |
| 9 | "Please, Audition" "Onegai Oodishon" (おねがいオーディション)                | 3. juni 2015      |
| Midori føler sig skyldig over at have presset Hazuki til sin kærlighedserklæring, hvilket får Asuka til at kritisere hendes spil under øvelser og efterfølgende erklære hendes manglende interesse i sager, der ikke angår orkestret. Hazuki konfronterer Kumiko om hendes følelser for Shuuichi, men Kumiko benægter at have sådanne følelser. Hjemme afslører Kumikos storesøster for hende, at Taki faktisk er en berømt musiklærer. Imens giver Kaori udtryk for sit ønske om at spille trompetsoloen til Haruka, hvilket bliver fulgt af et anspændt møde med en øvende Reina. På dagen for audtions ser Kumiko alle øve, inklusive Natsuki. Et kort øjebliks tøven forsvinder hurtigt med opmuntrende ord fra Reina. Kumikos audition går uden problemer, men da resultaterne senere bliver annonceret, står det klart, at ikke alle klarede det, blandt andet ikke Natsuki og Hazuki. Alles øjne hviler på Reina, da hun bliver valgt som solist i stedet for favoritten Kaori til alles overraskelse. |                                                                              |                   |
| 10 | "Straight Trumpet" "Massugu Toranpetto" (まっすぐトランペット)               | 10. juni 2015     |
| Til trods for at hun ikke klarede det, forbliver Natsuki i godt humør og giver udtryk for sit ønske om at spille igen til næste år til Kumikos lettelse. Yuko Yoshikawa, et andetårselev der idoliserer Kaori, opdager, at Taki kender Reina fra tidligere, og anklager ham offentligt for at favorisere til auditions. Reina hører det og irettesætter hende vredt, så Natsuki og Kaori må træde ind for at forhindre, at det udvikler sig. Reina betror Kumiko, at hun valgte Kitauji på grund af Taki, og at hun elsker ham til hendes overraskelse. Efterhånden som rygtet om, at Taki kun holdt auditions for, at Reina kunne blive solist, daler humøret i klubben. Som svar annoncerer Taki, at han vil afholde nye auditions for alle, der vil appellerer, og at resultatet vil blive afgjort ved afstemning blandt alle medlemmer. Kaori beder om at gentage sin audition som solist og tvinger dermed Reina til også at gentage sin audition. |                                                                              |                   |
| 11 | "Welcome Back, Audition" "Okaeri Oodishon" (おかえりオーディション)          | 17. juni 2015     |
| Efter at høre Reina øve til audition kommer Yuko i tvivl og indrømmer privat overfor Kumiko, at hun vitterligt egner sig til at være solist. Imens forsøger Kaori at få Asukas opfattelse af hendes spil. Asuka svarer undvigende, men Kaori beslutter, at hun så hellere ikke vil vide det. Næste dag konfronterer Yuko Reina og beder hende om at opgive audition til fordel for Kaori, der som tredieårselev ikke vil have chancen for at spille igen. Den altid trodsige Reina erklærer, at Kaoris forhold ikke har noget at gøre med hende, og går. Før audition tager Haruka hen for at møde Kaori, da Asuka nægter. Kumiko besøger tilsvarende Reina og minder hende om, at for at blive noget specielt må hun vinde. Ved audition spiller Kaori først, men da Reina er færdig, står det klart for medlemmerne, at Reina var bedre. Men da de bliver bedt om at beslutte sig af Taki, afstår næsten alle fra at stemme. Kun Yuko og Haruka stemmer på Kaori, mens Reina tilsvarende kun får støtte fra Kumiko og Hazuki. Konfronteret med uafgjort beder Taki Kaori om at spille, men efter at have hørt Reina accepterer hun resultatet og afslår, hvilket endnu en gang gør Reina til solisten.                                                                                                   |                                                                              |                   |
| 12 | "My Euphonium" "Watashi no Yuufoniamu" (わたしのユーフォニアム)              | 24. juni 2015     |
| Taki beder euphoniumspillerne om at spille et ekstra stykke. Asuka er hurtigt til at lære det, men Kumiko har svært ved at mestre det trods endeløse øvelser. Under et samspil spørger Taki, om hun vil være klar til turneringen eller ej. Kumiko erklærer selvsikkert, at det vil hun. Støttet af Reina og andre medlemmer af bassektionen fortsætter Kumiko med at øve stykket. Men under en kritisk gennemgang af orkestrets spil beder Taki pludselig Asuka om at spille stykket solo, efterladende en ydmyget Kumiko. Hazuki og Midori forsøger at muntre hende op ved at invitere hende ud at spise men overser, at hun har glemt sin telefon. På vej hjem bryder Kumiko grædende sammen men indser omsider, hvordan Reina må have følt det, da de tabte turneringen for harmoniorkestre i mellemskolen. Kumiko vender tilbage til skolen efter sin telefon og støder på Taki, der minder hende om hendes løfte om at blive klar til konkurrencen og tilskynder hende til at fortsætte med at øve. Kumiko indser, at hun har stadig har en chance for at optræde, og mødes med Reina for at dele den gode nyhed med hende. |                                                                              |                   |
| 13 | "Goodbye Competition" "Sayonara Konkuuru" (さよならコンクール)               | 1. juli 2015      |
| På dagen for turneringen forbereder alle medlemmerne sig til begivenheden. Natsuki, Hazuki og de andre medlemmer, der ikke deltager, præsenterer deres personlige lykkeamuletter til alle. Haruka giver udtryk for sin taknemmelighed over gestussen, før hun giver orkestret sine egne opmuntrende ord. Midori, der mærker Kumikos nervøsitet for at fejle, beroliger hende. Ved koncertsalen minder Taki medlemmerne om, at det var dem satte målet om at deltage i turneringen, før han tilskynder dem til at lave en spektakulær optræden. Shuuichi forsøger trods det anstrengte forhold at forsones med Kumiko, der reagerer positivt med et håndslag. Under optrædenen mindes Kumiko sin tid i mellemskolen og indrømmer, at selv om hun ønskede at deltage i en national turnering tidligere, så havde hun aldrig betragtet det som et seriøst mål før nu. Da resultatet bliver annonceret, viser det sig, at de er gået til den regionale turnering. Orkestret fejrer deres sejr, mens en overvældet Reina grædende krammer Kumiko. |                                                                              |                   |
| OVA | "Dash, Monaka" "Kakedasu Monaka" (かけだすモナカ)                            | 16. december 2015 |
| Team Monaka, der består af de elever der ikke bestod deres audition, forbereder sig på at støtte orkestret på deres egen måde forud for turneringen. |                                                                              |                   |

#### Sæson 2
| # | Titel                                                               | Sendt første gang |
| --- | ------------------------------------------------------------------- | ----------------- |
| |                                                                     |                   |
| 1 | "Mid-summer Fanfare" "Manatsu no Fanfaare" (まなつのファンファーレ) | 6. oktober 2016   |
| Mens harmoniorkesterklubben fejrer, at de er gået videre til den regionale turnering, bemærker Kumiko en ukendt pige på deres alder, der forlader koncertsalen. Senere deltager Kumiko i en tidlig morgenprøve sammen med Reina udover de almindelige klubøvelser. Ved den første prøve møder Kumiko klubben eneste oboist, Yoroizuka Mizore, der er den første elev til at møde hver morgen. Samme dag afslører Taki, at han har inviteret en klassekammerat fra universitet, den professionelle percussionist Hashimoto, til at instruere slagtøjsprøverne før den regionale turnering. Pigen Kumiko så til koncerten, en fløjteist ved navn Nozomi der forlod klubben året før under striden mellem de seriøse og de afslappede elever året før, kommer hen til bassektionen under deres prøver for at bede Asuka om lov til at komme med i klubben igen. Asuka afslår imidlertid. Det viser sig, at Nozomi kommer fra samme mellemskole som Mizore, og at de tilsyneladende er venner. Men Mizore bliver sur, da hun på afstand hører Nozomi spiller på hendes fløjte. Mens Kumiko overværer fyrværkeriet ved en lokal festival sammen med Reina, undrer hun sig over, hvorfor en der elsker musik så meget som Nazomi ville beslutte at opgive det. |                                                                     |                   |
| 2 | "Hesitation Flute" "Tomadoi Furuuto" (とまどいフルート)             | 13. oktober 2016  |
| Klubmedlemmerne tager en pause, før de tager på en træningslejr. Kumiko og hendes venner tager til svømmepølen men støder på flere ældre elever fra klubben, herunder Nozomi. Hun fortæller Kumiko om sine oplevelser sidste år, og hvorfor hun føler, at hun behøver Asukas tilladelse for at blive medlem af klubben igen. Kumiko tilbyder at spørge Asuka, hvorfor hun ikke vil lade Nozomi blive medlem igen. Da træningslejrer begynder, afslører Taki, at han udover Hashimoto også har bedt en anden tidligere klassekammerat, Niiyama, om at instruere vindblæserne. Eleverne spekulerer på, om Niiyama er Takis kæreste, hvilket gør Reina nedtrykt. Om aftenen møder Kumiko først Natsuki, der fortæller at hun vil hjælpe Nozomi, og dernæst Mizore, der siger at hun hader konkurrencer. |                                                                     |                   |
| 3 | "Troubled Nocturnes" "Nayameru Nokutaan" (なやめるノクターン)       | 20. oktober 2016  |
| Klubben går i gang med nogle hårde prøver under træningslejren. Taki godkender at Kumiko spiller den del, hun tidligere havde problemer med. Mizores obosolo bliver til gengæld kritiseret af Hashimoto, der opfordrer hende til at vise mere følelse. Kumiko spørger Asuka om Nazomi. Asuka forklarer at hun afviser Nozomi på grund af Mizore, der som den eneste oboist er afgørende for klubbens chancer i den næste turnering. Klubben mødes til et fyrværkeri om aftenen. Kumiko hører fra Hashimoto, at Taki engang var gift og stadig sørger over tabet af sin kone. Senere mødes Kumiko med Yuuko, og de forenes i deres bekymring for Yuuko og de komplicerede følelser omkring det at konkurrere. |                                                                     |                   |
| 4 | "Awakening Oboe" "Mezameru Oboe" (めざめるオーボエ)                 | 26. oktober 2016  |
| Efter træningslejren kommer Nozomi over til Kumiko for at takke hende for hendes indsat, og beslutter sig så for at besøge klubrummet for at hilse på Mizore. Kumiko forsøger uden held at forhindre mødet, og Mizore stikker af. Kumiko og Yuuko leder efter Mizore på skolen. Mizore afslører at hun stadig tænker på Nozomi som sin eneste ven til Yuukos frustration. Mizore er desuden bange for, at Nozomi forlod klubben uden at fortælle hende det, fordi Nozomi ikke bekymrede sig om hende. Nozomi bliver bragt ind, og de to forliges. Bagefter bemærker Asuka, at Mizore er kalkulerende og egoistisk, til Kumikos ærgrelse. |                                                                     |                   |
| 5 | "Miraculous Harmony" "Kiseki no Haamonii" (きせきのハーモニー)      | 3. november 2016  |
| Klubben gør klar til Kansai-turnering med Nozomi som en del af orkestret. Mens de er der hører de, at Rikka der ikke har forbedret sig har fået sølv. Medlemmerne opmuntrer sig selv, mens de venter. Asuka holder en tale med ønsket om, at deres musik skal lyde i hele landet i den nationale turnering. Mizore lover at spille for Nozomi, og Reina lover at spille for Kumiko. Efter turneringen vinder klubben guld og går videre til den nationale turnering. Kumiko spørger Mizore, om hun stadig hader konkurrencer, og hun svarer at hun kan lide dem i øjeblikket. |                                                                     |                   |
| 6 | "Rainy Conductor" "Amefuri Kondakutaa" (あめふりコンダクター)       | 10. november 2016 |
| Klubben spiller til skolens kulturfestival sammen med de medlemmer, der ikke klarede auditionen. Kumiko ser hvordan Reina bliver frustreret over, at andre elever bliver forelskede i Taki, og reflekterer over at hun ikke kan fortælle hende om Takis kone. Reina inviterer Kumiko med hen i hendes klasse, der har lavet et spøgelseshus. Her møder hun Shuuichi, hvilket fører til, at hun bliver drillet med hans forelskelse i hende. Senere bliver området ramt af en tyfon. Kumiko overhører hendes søster Makiko fortælle deres forældre, at hun vil forlade universitetet for at blive en skønhedsekspert. Kumiko går en tur for at slippe væk fra den anstrengte atmosfære derhjemme. Ved blomsterbutikken støder hun på Taki, der kører hende hjem, mens han fortæller hende om hans kone. Senere fortæller Sapphire Kumiko, at blomstersproget i den buket Taki købte til sin kone antyder, at han stadig elsker hende. |                                                                     |                   |
| 7 | "Station Concert" "Ekibiru Konsaato" (えきびるコンサート)           | 16. november 2016 |
| Taki får arrangeret, at klubben afholder en koncert på jernbanestationen. Men en dag kommer Asukas grove mor til skolen og prøver at tvinge hende til at droppe klubben for at fokusere på studierne. Kumiko overværer hvordan situationen udvikler sig på lærerværelset, og at Asukas mor slår hende. Rygtet om at Asuka vil forlade klubben spreder sig og bekymrer hele klubben. Asuka lader som om, det ikke er noget særligt, men hun kan alligevel ikke komme så tit. Haruka og Kaori finder Asukas noder og bliver klar over, hvor meget hun ønsker at deltage i den nationale turnering. Haruka taler til medlemmerne om, hvordan de alle sammen har været for afhængige af Asuka og puttet hende på en piedestal. Asuka kommer lige i tide til at deltage i koncerten på stationen, hvor Haruka har en solo. |                                                                     |                   |
| 8 | "Rhapsody in Flu" "Kazehiki Rapusodii" (かぜひきラプソデイー)       | 23. november 2016 |
| Kumiko tænker på sin søster, der var hendes oprindelige inspiration til at spiller musik, og den måde hun forlod orkestret for at fokusere på optagelsesprøven til universitetet. De andre klubmedlemmer bliver beroliget, da Asuka siger at hun ikke vil give dem problemer. Kumiko spørger om Asuka virkelig vil blive i klubben, og Asuka inviterer hende til at lave lektier sammen. Asuka kommer sjældnere og sjældnere i klubben. En dag bliver Kumiko forkølet og går tidligt hjem men møder Aoi på vejen. De taler om Asuka, og Aoi bliver overrasket over, at Asuka har så rodede forhold, hvilket gør Kumiko sur. Mens hun ligger syg derhjemme, drømmer Kumiko om sin første tid med at spille euphonium. Da hun vågner, er Reina på besøg. De lytter til en cd med en berømt euphonist men bliver afbrudt af Mamiko, der beder dem om at stoppe. Kumiko slår ud efter Mamiko, hvilket fører til et skænderi. Senere møder Mamiko Shuuichi, der fortæller hende, hvordan Kumiko ønskede at høre sin søster spille. |                                                                     |                   |
| 9 | "Sound! Euphonium" "Hibike! Yuufoniamu" (ひびけ！ユーフォニアム)    | 30. november 2016 |
| Flere klubmedlemmer presser Kumiko til at gøre noget ved Asukas situation, når hun besøger hende, herunder Natsuki, som Taki har valgt som Asukas dublant. Da Kumiko returnerer nøglen til klubrummet til lærerværelset sammen med Reina, giver Kumiko udtryk for sin irritation over situationen. Reina er imidlertid enig i, at Kumiko kan noget med ord, når det virkelig gælder. Da de returnerer nøglen til Taki, bemærker Reina et fotografi på Takis skrivebord med hans kone på. Næste dag tager Kumiko hjem til Asuka, og Asuka fortæller hende åbent om sin situation. Asukas far er en berømt euphonist, som hendes grove mor har afholdt hende fra nogen sinde at møde. Det var ham, der sendte hende hendes euphonium, da hun var barn, og nu skal han være jurymedlem i den nationale turnering. Hun vil gerne til den nationale turnering, så han kan høre hende spille. De to tager hen til flodbredden, hvor Asuka spiller for Kumiko. |                                                                     |                   |
| 10 | "After School Obligato" "Houkago Oburigaato" (ほうかごオブリガート) | 7. december 2016  |
| Efter at Kumiko er kommet hjem fra Asuka, forliges hun med sin søster, mens de laver mad, idet de indrømmer, at de var jaloux på hinanden. Mamiko beslutter sig for at flytte hjemmefra for at følge sine drømme. Kumiko ved hvor meget hendes søster har ærgret sig over at lade deres forældre koste rundt med hende. Næste dag efter skole beder Kumiko derfor Asuka om at blive i orkestret og siger, at alle vil have hende til at blive. Asuka tvivler på Kumikos påstand og spørger, om hun virkelig er sikker på det, men Kumiko svarer, at hun selv gerne vil spille med Asuka. De to bliver afbrudt af Aoi, der spørger Asuka om resultatet på den prøve hun tog. Senere vender Asuka tilbage til orkestret for alvor, idet hun bruger det faktum, at hun kom i top 10 i den nationale prøve som ammunition mod sin mor. Kumiko bliver imidlertid klar over, at Reina nu undgår hende. |                                                                     |                   |
| 11 | "First Love Trumpet" "はつこいトランペット" (Hatsukoi Torampetto)   | 14. december 2016 |
| Kumiko forsøger uden held at indfange Reina med hjælp fra Hazuki og Sapphire, idet Reina bare beder hende om at bestige Mt. Tenran igen. Reina afslører, at hun er sur over, at Kumiko har skjult historien om Takis kone fra hende. Fordi Taki var en del af Reinas motivation for at spille, påvirker chokket hendes solo. Hun forliges imidlertid med Yuuko, da denne opmuntrer hende. Reina spørger Taki direkte om hans kone, og de besøger hendes grav sammen med Kumiko. Reina beslutter sig for at hjælpe med at opfylde Takis ønske om at vinde guld i den nationale turnering til minde om hans kone. |                                                                     |                   |
| 12 | "The Last Competition" "さいごのコンクール" (Saigo no Konkuuru)     | 21. december 2016 |
| Orkestret tager til den nationale turnering. Mens de er på hotellet, mødes Kumiko og Shuuichi ved en automat, hvor de har en akavet samtale. Han giver hende en forsinket fødselsdagsgave, en hårnål dekoreret med de samme slags blomster som Taki købte til kone, som Sapphire har fortalt ham, Kumiko godt kan lide. Orkestret spiller i turneringen. Mens de venter på resultatet, bliver de klar over, at de ikke har fundet på en hyldest til Taki under prisoverrækkelsen for dirigenter. Reina tilstår sin kærlighed i stedet for at komme med en hyldest, men hun bliver misforstået. Kitauji vinder bronze, men Taki giver Asuka en besked fra hendes far. Kumiko har en følelsesladet genforening med Makiko, der er kommet for at se på. |                                                                     |                   |
| 13 | "Early-Spring Epilogue" "Harusaki Epiroogu" (はるさきエピローグ)    | 28. december 2016 |
| Tredjeårseleverne trækker sig tilbage fra klubben efter turneringen. Yuuko bliver valgt som ny formand og Natsuki som næstformand. Kumiko er frustreret over, hvor meget hun savner Asuka. Før afslutningen holder klubben en afskedsfest for tredjeårseleverne. De spiller et stykke for de yngre medlemmer, der til gengæld spiller Crescent Moon Dance for dem. På afslutningsdagen mødes Kumiko endelig med Asuka. Hun tilstår at hun til at begynde med var forvirret og ikke bryder sig om hende, men at hun nu elsker Asuka. Asuka giver Kumiko det stykke, som hendes far skrev, og som hun har spillet mange gange i løbet af serien, "Sound! Euphonium". |                                                                     |                   |